# Élection présidentielle islandaise de 1944
L'élection présidentielle islandaise de 1944 s'est déroulée dans le cadre de la fondation de la république en Islande. Il s'agit d'une élection particulière car impliquant l'Althing (le Parlement islandais) et non l'ensemble des citoyens ; de plus ce premier mandat fut d'un an seulement. Sveinn Björnsson fut élu premier Président d'Islande.